# 정태관
정태관(1961년 6월 5일 ~)은 MBC 청룡에서 뛰었던 전 야구 선수다.

## 기록
- 1987년: 1경기 1타수 무안타
- 1988년: 8경기 18타수 3안타 1득점 0.167

## 출신 학교
- 대광고등학교
- 인천전문대학

## 같이 보기
- MBC 청룡 연도별 선수 명단